# 丹尼·霍奇
丹尼·霍奇（英語：Danny Hodge，1932年5月13日—2020年12月24日），美国男子拳击、摔跤运动员。他曾代表美国参加1952年和1956年夏季奥林匹克运动会摔跤比赛，其中1956年夏季奥运会获得一枚银牌。